# Цілинна балка (Кам'янсько-Дніпровський район)
Цілинна балка — ентомологічний заказник місцевого значення. Об'єкт розташований на території Кам'янсько-Дніпровського району Запорізької області, село Новодніпровка.
Площа — 2 га, статус отриманий у 1982 році.